# 颱風寶絲 (1998年)
颱風寶絲（英語：Typhoon Babs，國際編號：9811，台灣編號：9812，中國大陸編號：9810，聯合颱風警報中心：20W，菲律賓大氣地球物理和天文服務管理局：Loleng）是1998年太平洋颱風季第12個被命名的熱帶氣旋。

## 發展過程
寶絲於10月15日在雅蒲島西北約 320 公里發展為熱帶低氣壓，初時向西移動。寶絲於10月18日增強為一個熱帶風暴，其後寶絲受到一道熱帶對流層上部槽影響，轉向西南緩慢移動。寶絲於10月19日重新受到副熱帶高壓脊引導，轉向西北偏西移動並迅速增強，增強為強烈熱帶風暴，翌日進一步增強為颱風。
颱風寶絲於10月21日強度達到顛峰，一分鐘平均風力高達250公里每小時的四級颱風水平，其後寶絲於10月22日及23日橫掃菲律賓，並進入南海。受到菲律賓地形影響，寶絲風力稍稍下降，進入南海時風速仍達每小時 130 公里，其後寶絲於10月24日重新增強。
10月25日，一道西風槽東移，使副熱帶高壓脊東退，寶絲開始減速，轉向西北偏北移動。東北季候風帶來的乾空氣及較強的垂直風切變使寶絲逐漸減弱，並轉向東北偏北的方向移動。寶絲於10月26日上午香港東南偏東約240公里處掠過，直趨台灣海峽並迅速減弱。
寶絲於10月27日早上減弱為一熱帶風暴，當日徬晚減弱為熱帶低氣壓，並於翌日清晨在台灣海峽消散。

## 影響

### 台灣
當地發布之颱風警報：海上陸上颱風警報
中央氣象局於10月25日20時40分發布海上颱風警報，並於翌日8時50分發布陸上颱風警報。由於其外圍環流以及東北季風雙重影響，導致北部及東北部地區出現暴雨，鐵路及公路交通因多處地區淹水而中斷，臺北縣市、基隆市及宜蘭縣地區多處淹水，尤其以汐止最為嚴重。在寶絲影響下，房屋全倒5棟，半倒9棟，農業損失高達4億元新台幣，有3人死亡、3人失蹤。隨寶絲消散，中央氣象局於10月27日23時05分解除海上及陸上颱風警報。

### 香港
當地懸掛之最高熱帶氣旋警告信號： 三號強風信號
颱風寶絲於10月23日進入南海，其路徑對香港構成嚴重威脅，因此香港天文台於22時15分懸掛一號戒備信號，當時寶絲在香港東南約780公里，當時香港天文台表示翌日可能改掛三號強風信號。
翌日晚上，香港天文台表示短期內改掛三號強風信號，並於11時40分改掛三號強風信號，當時寶絲在香港東南偏南約500公里，表示翌日寶絲十分接近香港，可能需要改掛更高信號。在寶絲和東北季候風影響下，香港吹東北強風，離岸海域及高地間中吹烈風。
寶絲於翌日減弱為強烈熱帶風暴，香港天文台表示寶絲將於10月26日在香港以東約200公里掠過，並指改掛八號烈風或暴風信號機會降低。
在寶絲移至香港以東約300公里後，香港天文台於21時30分除下所有熱帶氣旋信號警告信號，當時離岸海域及高地仍間中吹強風，海面有大浪。
在寶絲影響下，寶絲於10月26日8時左右最接近香港，當時寶絲在香港東南偏東約240公里，在10月26日3時及4時，天文台錄得最低每小時海平面氣壓1001.4百帕斯卡。
在寶絲的影響下，香港有多宗棚架或大樹倒塌的報告。共有14人在風暴有關的意外中受傷。另外，有5名滑浪人士在海上遇險獲救。
寶絲受到西風槽影響而轉向東北移動，轉趨台灣海峽，同時因東北季候風而減弱消散。這也表示著1998年香港沒有一次懸掛過八號烈風或暴風信號。

### 澳門
當地懸掛之最高熱帶氣旋信號：  三號風球

### 菲律賓
寶絲造成嚴重破壞，它所帶來的大雨導致當地發生嚴重水浸及山泥傾瀉。風暴中菲律賓共有163人死亡及13萬人無家可歸，經濟損失約為0.71億美元。

### 中國大陸
在寶絲吹襲下，福建省有5人死亡，3人受傷。

## 熱帶氣旋警告使用紀錄

### 香港
| 香港天文台 熱帶氣旋警告信號 | 香港天文台 熱帶氣旋警告信號 | 香港天文台 熱帶氣旋警告信號 |
| --------------------------- | --------------------------- | --------------------------- |
| 上一熱帶氣旋                | 一號戒備信號                | 下一熱帶氣旋                |
| 颱風謝柏                    | 一號戒備信號                | 颱風利奧                    |
| 強烈熱帶風暴彭妮            | 三號強風信號                | 颱風利奧                    |

### 中華民國
| 中央氣象局 颱風警報 | 中央氣象局 颱風警報 | 中央氣象局 颱風警報 |
| ------------------- | ------------------- | ------------------- |
| 上一熱帶氣旋        | 海上颱風警報        | 下一熱帶氣旋        |
| 瑞伯颱風            | 海上颱風警報        | 瑪姬颱風            |
| 瑞伯颱風            | 陸上颱風警報        | 瑪姬颱風            |